# Fort Good Hope
Fort Good Hope är ett samhälle i Kanada.   Det ligger i territoriet Northwest Territories, i den centrala delen av landet, 3 900 km nordväst om huvudstaden Ottawa. Fort Good Hope ligger 27 meter över havet och antalet invånare är 515.
Terrängen runt Fort Good Hope är huvudsakligen platt. Fort Good Hope ligger nere i en dal. Runt Fort Good Hope är det mycket glesbefolkat, med 2 invånare per kvadratkilometer..